# Malangatana Ngwenya
Malangatana Ngwenya (Matalana, 6 giugno 1936 – Matosinhos, 5 gennaio 2011) è stato un pittore e poeta mozambicano.

## Biografia
Malangatana Ngwenya, conosciuto semplicemente come Malangatana nasce nel 1936 a Matalana, un villaggio nel distretto di Marracuene, ma giovanissimo si trasferisce a Laurenço Marques, l'attuale Maputo per cercare lavoro. Ha fatto i più diversi lavori tra i quali, pastore, domestico, baby sitter e raccatta palle.
Malangatana viene definito il “Picasso africano”, sia per lo stile, sia per l'utilizzo dell'arte come forma di denuncia sociale.
Ha cominciato a dipingere documentando la guerra civile che seguì all'indipendenza del paese e mantenendo sempre uno stretto legame tra l'arte e la politica.
Le sue opere sono state esposte in Germania, Brasile, Stati Uniti, Cile, Cuba, India,  Bulgaria, Austria mentre suoi murales si trovano in Svezia, Colombia, Sudafrica e Swaziland. È stato tra i creatori del Museo Nazionale d'Arte Mozambicana. Ha collaborato con l'Unicef ed è stato nominato Artista per la Pace dall'Unesco.
Nel 2010 gli è stato conferito il titolo di "Doctor Honoris Causa" dall'Università di Évora e il premio, conferito dal governo francese, "Commander of Arts and Letters"